# Мотора, Фёдор Евтихиевич
Фёдор Евтихиевич Мотора (Матора) (3 мая 1886, м. Семёновка Новозыбковского уезда Черниговской губернии — 1970, Москва) — бундовец, большевик, политический ссыльный, член Всероссийского учредительного собрания.

## Биография
По происхождению из крестьян.  Образование низшее. По специальности ремесленник.
Работал на промышленных предприятиях в Клинцах, входил там в социал-демократическую группу, основанную в 1897 году  М. М. Литвиновым и другими. В 1903 году был одним из организаторов в Семёновке социал-демократической группы под названием «Партия "Искры"».
С 1904 член Бунда, затем — РСДРП, большевик. Был арестован 5 раз, в 1910-1917 находился в Нарымской ссылке.
В конце 1917 года избран во Всероссийское учредительное собрание в Черниговском избирательном округе по списку № 9 (большевики). В это время жил в Семёновке Черниговской губернии.
В советское время член Общества политкаторжан и ссыльнопоселенцев.
Похоронен в Москве, прах в колумбарии Ново-Девичьего кладбища.